# Culla (mobile)

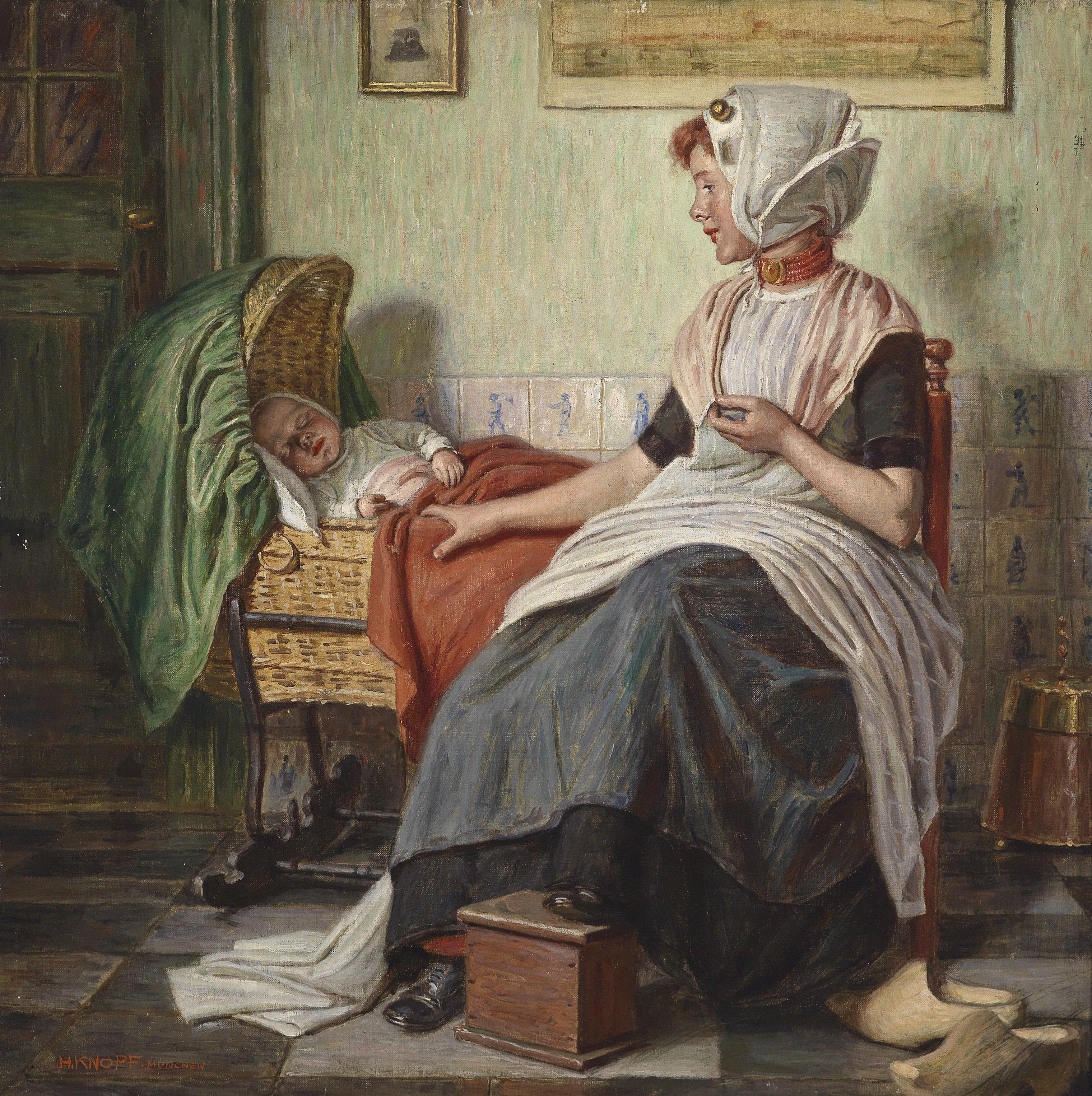
Dipinto ad olio di Hermann Knopf rappresentante una donna che accudisce un infante in una culla.

La culla è un elemento d'arredo utilizzabile da bambini nelle prime fasi di crescita.
Il materasso si trova ad una certa altezza da terra, in modo che un adulto è in grado di assistere il bambino da una posizione in piedi senza difficoltà. Solitamente è dotato di una base larga in modo da garantire una certa stabilità. Alcune culle sono dotate anche di effetto dondolo, in modo da poter oscillare e di indurre il sonno al bambino.

## Sicurezza
In Europa, la progettazione delle culle è disciplinata dalla norma tecnica EN 1130 Children's furniture - Cribs - Safety requirements and test methods, che sostituisce le precedenti EN 1130-1 e EN 1130-2.
La EN 1130 è stata recepita in Italia come UNI EN 1130 Mobili per l'infanzia - Culle - Requisiti di sicurezza e metodi di prova.